# Leksands IF FK
Leksands IF FK är fotbollssektionen inom Leksands IF, mer bemärkt för sitt ishockeylag. Föreningen från Leksand i Dalarnas län bildades 1919 och har utövat fotboll sedan starten. Föreningens herrlag har som bäst nått den tredje högsta serienivån (motsvarande dagens Ettan): 1937/1938, 1942/1943-1943/1944, 1945/1946-1946/1947, 1953/1954-1956/1957 och 1968. Säsongen 2022 vann laget division VI Norra Dalarna.

Föreningens damlag deltog i seriespel för första gången 1973. Damlaget har spelat i division II (vilket inneburit olika nivåer i seriepyramiden) vid ett flertal tillfällen, 1978-1982, 1985, 1990-1993, 1999 samt 2019. Säsongen 2022 slutade laget på tredje plats i division IV Norra Dalarna.